# Francine John-Calame

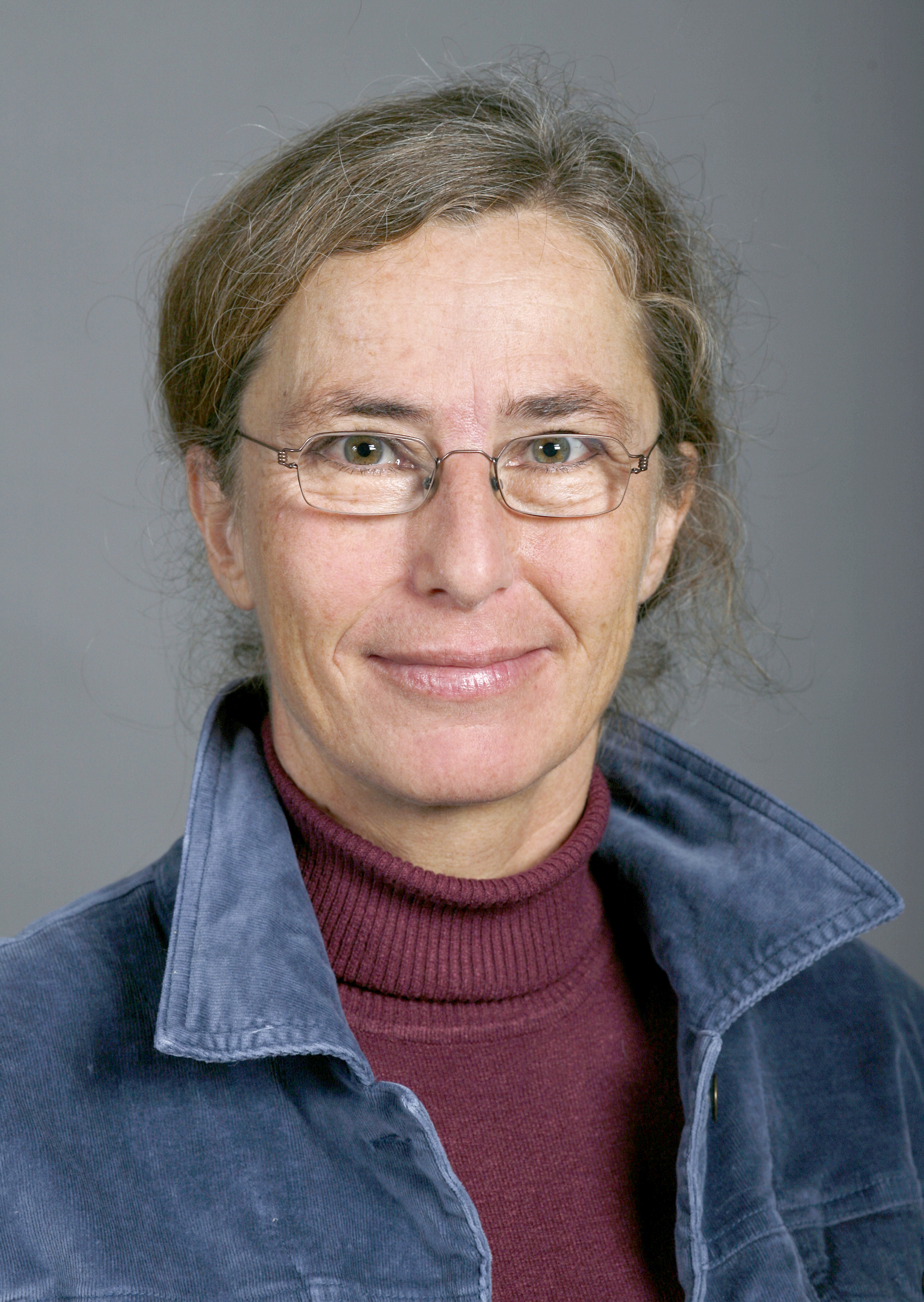
Francine John-Calame

Francine John-Calame (* 30. April 1954 in La Chaux-de-Fonds, Kanton Neuenburg; heimatberechtigt in Eiken) ist eine Schweizer Politikerin (Grüne).

## Leben
Von Mai 1993 bis im April 2002 sass John-Calm im Kantonsrat des Kantons Neuenburg. Sie war von Mai 2004 bis Mai 2008 im Gemeinderat von Le Cerneux-Péquignot. Vom 31. Mai 2005 bis 29. November 2015 vertrat John-Calame die Partei der Grünen im Nationalrat und war unter anderem Mitglied in der Aussenpolitischen Kommissionen (APK).
Die Hausfrau ist verheiratet und hat zwei Kinder.